# التصنيع لاستبدال الواردات

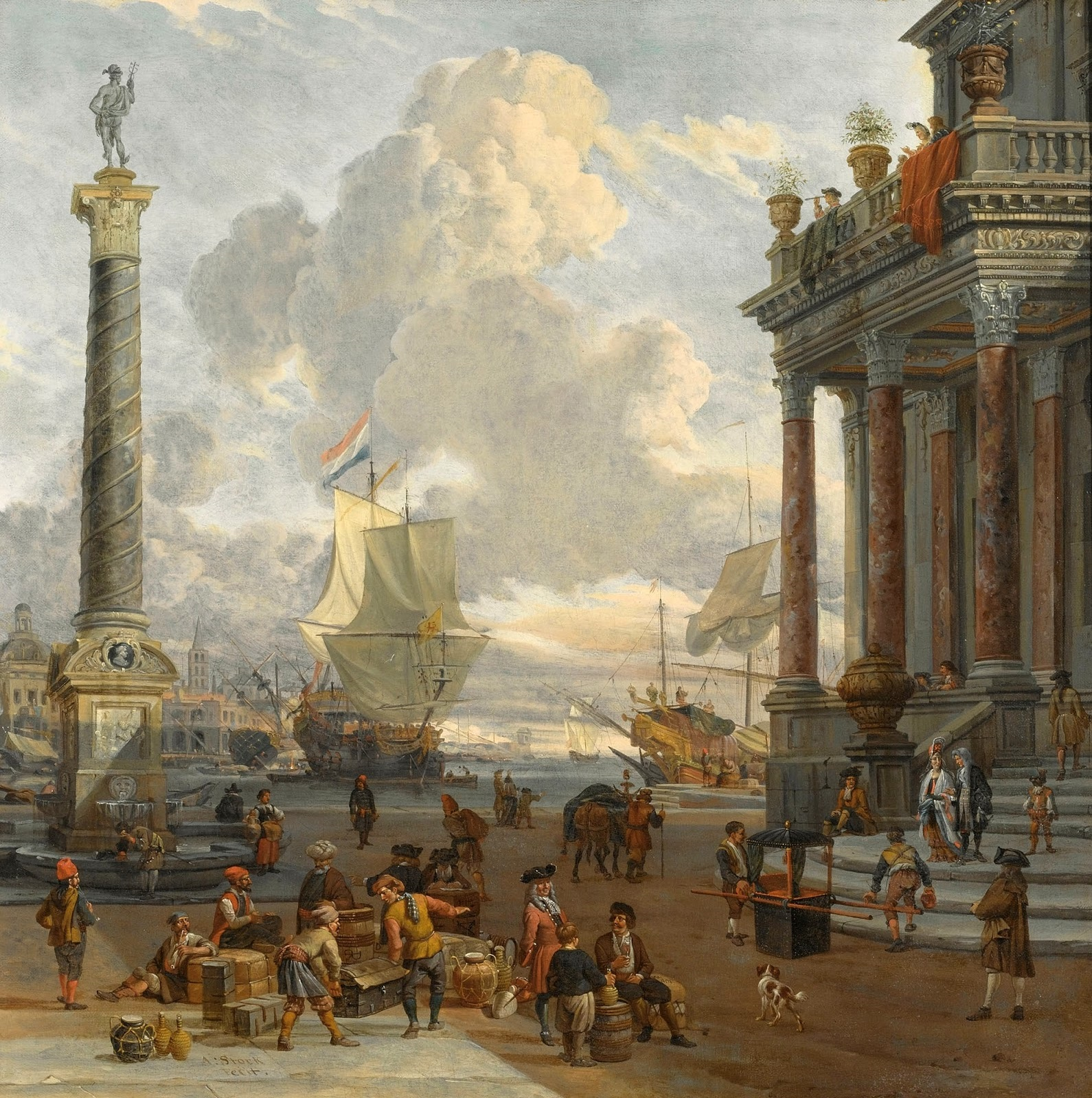

التصنيع لاستبدال الواردات (بالإنجليزية: Import substitution industrialization)‏ هي سياسة اقتصادية وتجارية تؤيد استبدال الواردات الأجنبية بالمنتجات المحلية تفترض هذه السياسة أن الدولة يجب أن تحاول خفض اعتمادها على الخارج من خلال تصنيع المنتجات المطلوبة محلياً. يشير هذا المصطلح بشكل رئيسي إلى سياسات اقتصاديات التنمية في القرن العشرين إلا أنه كان مطروحاً منذ القرن الثامن عشر من قبل العديد من الاقتصاديين مثل فريدريش لست وألكسندر هاميلتون.
قامت العديد من الدول الجنوبية بسن قوانين تتبنى هذه السياسة بهدف الوصول إلى التنمية والاكتفاء الذاتي من خلال من إيجاد سوق محلي. التصنيع لاستبدال الواردات يتناسب مع التنمية الاقتصادية المقادة من الدولة من خلال التأميم، تقديم الدعم الحكومي للقطاعات الحيوية، زيادة الضرائب وتبني سياسات تجارية حمائية. تم التخلي عن هذه السياسة تدريجياً من قبل الدول النامية في ثمانيات وتسعينات القرن العشرين بسبب إصرار صندوق النقد الدولي والبنك الدولي على البرامج التي تهدف إلى تحرير التجارة في الدول الجنوبية.
في سياق تطور أمريكا اللاتينية، يشير مصطلح «بنيوية أمريكا اللاتينية» إلى عصر التصنيع لاستبدال الواردات في العديد من بلدان أمريكا اللاتينية من خمسينيات حتى ثمانينيات القرن العشرين. نُظمت النظريات التي تقوم عليها بنيوية أمريكا اللاتينية والتصنيع لاستبدال الواردات من خلال أعمال راؤول بريبيش وهانس سينغر وسيلسو فورتادو والعديد من مفكري الاقتصاد البنيوي، واكتسبت أهمية بارزة في إنشاء لجنة الأمم المتحدة الاقتصادية لأمريكا اللاتينية ومنطقة البحر الكاريبي. على الرغم من أن واضعي نظرية التصنيع لاستبدال الواردات أو بنيوية أمريكا اللاتينية لم يكونوا متماثلين ولا ينتمون إلى مدرسة معينة للفكر الاقتصادي، فقد اشترك التصنيع لاستبدال الواردات وبنيوية أمريكا اللاتينية وواضعو النظرية الذين طوروا بنيتها الاقتصادية برأي أساسي مشترك حول شكل التخطيط المركزي والموجه من قبل الدولة لتطوير الاقتصاد. في تشجيع التصنيع الذي تحض عليه الدولة من خلال الحجج المؤيدة للصناعات الناشئة،  تتأثر مقاربات تطوير أمريكا اللاتينية والتصنيع لاستبدال الواردات بنطاق واسع من الفكر الاقتصادي الكينزي والاجتماعي والاشتراكي. يرتبط التصنيع لاستبدال الواردات غالبًا بنظرية التبعية، على الرغم من أن الأخيرة تبنت على نحو تقليدي نظامًا اجتماعيًا ماركسيًا في معالجة ما يمكن اعتباره أصل التخلف بسبب الآثار التاريخية للاستعمار ومركزية أوروبا والنيوليبرالية.

## التاريخ
على الرغم من أن التصنيع لاستبدال الواردات هو نظرية تنمية، فإن تنفيذها السياسي ومبدأها النظري لهما جذور في نظرية التجارة الدولية: قيل إن جميع الدول، أو فعليًا جميع الدول الصناعية، اعتمدت التصنيع لاستبدال الواردات. اتُبع استبدال الواردات بشكل كبير خلال منتصف القرن العشرين كشكل من أشكال نظرية التنمية التي دعت إلى زيادة الإنتاج والأرباح الاقتصادية داخل البلد. كانت هذه نظرية اقتصادية موجهة داخليًا طبقتها الدول النامية بعد الحرب العالمية الثانية. اعتبر العديد من الخبراء الاقتصاديين في ذلك الوقت مقاربة التصنيع لاستبدال الواردات علاجًا لتضخم الفقر: نقل وضع بلد من بلدان العالم الثالث إلى وضع بلد من العالم الأول من خلال التصنيع الوطني. يُعرف تضخم الفقر بأنه: «هيمنة النشاطات الزراعية والمتعلقة بالمعادن في البلدان ذات الدخل المنخفض وعدم قدرتها -بسبب بنيتها- على الاستفادة من التجارة الدولية» (بروتون 905).
دعت الممارسات والنظرية الاقتصادية السياسية في القرن السادس عشر والسابع عشر والثامن عشر كثيرًا إلى دعم التصنيع المحلي واستبدال الواردات. في بدايات نشوء الولايات المتحدة، دعا برنامج هاميلتون الاقتصادي، وخاصة التقرير الثالث والأعمال العظيمة لأكسندر هاملتون والتقرير عن أصحاب المصانع، إلى أن تصبح الولايات المتحدة مكتفية ذاتيًا في تصنيع السلع. شكل ذلك أساسًا للمدرسة الأمريكية في الاقتصاد، والتي كانت قوة مؤثرة في الولايات المتحدة في التصنيع خلال القرن التاسع عشر.
يؤكد فيرنر باير على أن جميع الدول التي انتقلت إلى التصنيع بعد المملكة المتحدة مرت بمرحلة من التصنيع لاستبدال الواردات وُجه من خلاله جزء كبير من الاستثمار في الصناعة إلى استبدال الواردات (باير ص95-96). بالإضافة إلى ذلك، يقول الخبير الاقتصادي الكوري ها-جون تشانغ في كتابه إسقاط السُلم بعد الوصول إلى القمة إنه وفقًا للتاريخ الاقتصادي، استخدمت جميع الدول المتقدمة الكبرى بما فيها الولايات المتحدة سياسات اقتصادية تدخلية لتشجيع التصنيع وحمَت الشركاتِ الوطنية حتى وصلت إلى مستوى من التطور تستطيع من خلاله المنافسة في السوق العالمية. تبنت هذه الدول بعد ذلك نقاشات السوق الحرة الموجهة إلى دول أخرى لتحقيق هدفين هما: فتح أسواقها للمنتجات المحلية ومنع الدول الأخرى من اعتماد استراتيجيات التطوير ذاتها التي أدت إلى انتقال الدول المتطورة إلى التصنيع.

## الأساس النظري
تستند سياسات التصنيع لاستبدال الواردات نظريًا، باعتبارها مجموعة من سياسات التنمية، إلى حجج تطوير الصناعة الناشئة وإلى فرضية بربيش-سينغر وإلى الاقتصاد الكينزي. تنتج عن هذه الافتراضات مجموعة من الممارسات، وهي عادةً: سياسة صناعية نشطة لدعم وتنسيق البدائل الاستراتيجية، وحواجز وقائية أمام التجارة (مثل الرسوم الجمركية)، والتي هي عملة مغالى بقيمتها لمساعدة أصحاب المصانع في استيراد السلع الأساسية (الآلات الثقيلة)، وإضعاف الاستثمار الأجنبي المباشر.
من خلال وضع رسوم جمركية مرتفعة على الواردات وغيرها من السياسات التجارية الداخلية للحماية الجمركية، سيستبدل مواطنو أي من هذه الدول، باستخدامهم لمبدأ العرض والطلب البسيط، السلع الأقل تكلفة بالأعلى تكلفة منها. ستجمع الصناعات الأكثر أهمية مواردها، مثل العمالة من الصناعات الأخرى في هذه الحالة، وسيستخدم القطاع الصناعي الموارد ورأس المال والعمالة من القطاع الزراعي. مع الوقت، سيبدو بلد من بلدان العالم الثالث كبلد من بلدان العالم الأول وسيسلك سلوكه، ومع طرق الادخار الجديدة لرأس المال وزيادة إجمالي إنتاجية العامل ستكون صناعة البلد، من حيث المبدأ، قادرة على دخول التجارة الدولية والمنافسة في السوق العالمية. كتب بيشواناث غولدر في مقالته بعنوان «استبدال الواردات والتركيز الصناعي ونمو الإنتاجية في التصنيع الهندي»: «أشارت الدراسات المبكرة عن الإنتاجية للقطاع الصناعي للدول المتقدمة إلى أن الزيادات في إجمالي إنتاجية العامل هي مصادر أساسية للنمو الصناعي» (غولدر 143).
وأكمل قائلًا: «سيمكّن ارتفاع معدل النمو في الإنتاج، مع بقاء أشياء أخرى كما هي، الصناعةَ من تحقيق معدل للتقدم التكنولوجي «باعتبار أنه سيكون هناك استثمار أكبر» وسيخلق وضعًا يمكن فيه للشركات التأسيسية أن تستفيد بشكل أكبر من اقتصاديات الحجم»، ويُعتقدُ أن التصنيع لاسترداد الواردات سيتيح ذلك (غولدر 148).
مع ذلك، لم تنطبق هذه التأكيدات في كثير من الحالات. في عدة مناسبات، تضمنت عملية التصنيع لاستبدال الواردات البرازيلية، والتي استمرت منذ 1930 حتى نهاية ثمانينيات القرن العشرين، تخفيض قيمة العملة كطريقة لزيادة الصادرات وخفض الواردات «بالتالي تشجيع استهلاك المنتجات المحلية»، بالإضافة إلى اعتماد أسعار صرف مختلفة في استيراد السلع الأساسية والسلع الاستهلاكية. علاوة على ذلك، لم تكن سياسات الحكومة في ما يتعلق بالاستثمار معارضةً دائمًا لرأس المال الأجنبي: كانت عملية التصنيع البرازيلية مستندةً إلى حامل ثلاثي القوائم يتضمن رأس المال الحكومي والخاص والأجنبي، إذ يوجه الأول إلى البنية التحتية والصناعات الثقيلة، والثاني إلى تصنيع السلع الاستهلاكية، والثالث إلى إنتاج السلع المتينة (مثل السيارات). إن تسهيلات إنتاج كل من فولكس فاغن وفورد وجي إم ومرسيدس مستقرة في البرازيل في خمسينيات وستينيات القرن العشرين.
بالتالي، يمكن وصف المفهوم الأساسي الذي يقوم عليه التصنيع لاستبدال الواردات بأنه محاولة لتخفيض الاعتماد الأجنبي لاقتصاد بلد ما من خلال الإنتاج المحلي للمنتجات الصناعية، سواء كان من خلال الاستثمار الأجنبي أو الوطني للاستهلاك المحلي أو الخارجي. يجب أن يُشار أيضًا إلى أن استبدال الواردات لا يعني الاستغناء عن الاستيراد: عندما ينتقل بلد إلى التصنيع يبدأ باستيراد مواد جديدة تصبح ضرورية لصناعاته، مثل البترول والمواد الكيميائية ومواد خام أخرى يفتقد لوجودها سابقًا.